# La Blanca (Taxtho la Blanca)
La Blanca también conocido como la Taxtho la Blanca, es una localidad de México, localizada en el municipio de Santiago de Anaya en el estado de Hidalgo.

## Geografía
Se encuentra en la región geográfica del Valle del Mezquital. A la localidad le corresponden las coordenadas geográficas 20° 21’ 53.185” de latitud norte y 99° 01’ 51.433” de longitud oeste; con una altitud de 1920 m s. n. m. Cuenta con un clima semiseco templado.
En cuanto a fisiografía se encuentra en la provincia del Eje Neovolcánico, dentro de la subprovincia de Sierras y Llanuras de Querétaro e Hidalgo; su terreno es de llanura. En lo que respecta a la hidrografía se encuentra posicionado en la región del Pánuco, dentro de la cuenca del río Moctezuma, y en la subcuenca del río Actopan.

## Demografía
En 2020 registró una población de 874 personas, lo que corresponde al 4.77 % de la población municipal. De los cuales 423 son hombres y 451 son mujeres.
| Gráfica de evolución demográfica de La Blanca entre 1910 y 2020                              |
|                                                                                              |
| Población de los censos y conteos del Instituto Nacional de Estadística y Geografía (INEGI). |